# 克氏美色麗魚
克氏美色麗魚，為輻鰭魚綱鱸形目隆頭魚亞目慈鯛科的其中一種，分布於非洲馬拉威湖流域，體長可達30公分，棲息在岩石底質水域，以魚類為食，生活習性不明，可做為觀賞魚。